# 中平卓馬
中平 卓馬（なかひら たくま、1938年7月6日 - 2015年9月1日）は、日本の写真家、写真評論家。

## 経歴
東京の原宿に生まれる。父は、書道家の中平南谿（本名：恵）。 東京都立小山台高等学校を経て、東京外国語大学スペイン語学科卒業。
『現代の眼』編集者時代には、柚木明の名前で作品を発表。1970年発表の写真集『来たるべき言葉のために』までは森山大道とともに「アレ、ブレ、ボケ（荒い画面、手ブレや被写体ブレ、ピント外れの意）」の作風で知られたが、1973年発表の『なぜ、植物図鑑か』では一転して「アレ、ブレ、ボケ」の作風を否定し、撮り手の情緒を排したカタログ写真や図鑑の写真のような写真を目指した。

### 年譜
- 1963年、東京外国語大学スペイン語科卒業。同年、現代評論社の雑誌『現代の眼』編集部に入社。
- 1965年、編集部を退社し、写真家へ。東松照明、寺山修司、森山大道などと親交を深める。
- 1968年、高梨豊、岡田隆彦、多木浩二らと共に、写真同人誌『Provoke』（プロヴォーグ）創刊。
- 1969年、第6回「パリ青年ビエンナーレ」に出品。
- 1970年、『Provoke』解散。
- 1971年、第7回「パリ青年ビエンナーレ」に参加。
- 1971年、パロディ・モンタージュ写真事件訴訟（別名: マッド・アマノ裁判）でアマノを支援する文章を発表。
- 1973年、映像評論集『なぜ、植物図鑑か』（晶文社）刊行。「15人の写真家展」（東京国立近代美術館）に「氾濫」を出品。また、殺人罪に問われた青年を支援するため沖縄を初めて訪れる。
- 1977年9月11日未明、酔いつぶれて昏睡状態に陥る。意識は回復したものの、言語能力と記憶に障害が残る。
- 1979年、『アサヒカメラ』に「沖縄－写真原点I」を発表して復活。
- 1983年、復帰後第1作となる写真集『新たなる凝視』を発表。
- 1989年、写真集『ADIEU A X』発表、第2回写真の会賞受賞。
- 2002年、写真集『hysteric Six NAKAHIRA Takuma』発表
- 2003年、横浜美術館で初の本格的な個展「中平卓馬展　原点復帰—横浜」を開催。
- 2015年9月1日、肺炎のため死去[2][3][4]。77歳没。
- 2024年2月‐4月、東京国立近代美術館で没後初の企画展「中平卓馬　火―氾濫」が開催される。

## 作品

### 写真集
- 『来たるべき言葉のために』（風土社、1970年）
- 『新たなる凝視』（晶文社、1983年）
- 『ADIEU A X（アデュウ ア エックス）』（河出書房新社、1989年）ISBN 9784309261119
  - 新装版（2006年）ISBN 9784309268736
- 『日本の写真家36　中平卓馬』（岩波書店、1999年）ISBN 9784000083768
- 『NAKAHIRA Takuma　hysteric Six』（ヒステリック・グラマー、2002年）
- 『原点復帰—横浜』（オシリス、2003年）ISBN 9784990123918（上記横浜美術館での個展のカタログ）
- 『都市 風景 図鑑』（月曜社、2011年） ISBN 9784901477826
- 『中平卓馬 Documentary』（Akio Nagasawa Publishing、2011年） ISBN 9784904883341
- 『沖縄写真家シリーズ 琉球烈像 第8巻　沖縄・奄美・吐カ喇 1974-1978』（未來社、2012年）ISBN 9784624900281
- 『サーキュレーション - 日付、場所、行為』（オシリス、2012年）ISBN 9784905254010 ※プリント：金村修

### 評論集
- 『なぜ、植物図鑑か』（晶文社、1973年）
  - （ちくま学芸文庫版、2007年）ISBN 9784480091109
- 『決闘写真論』（篠山紀信と共著）（朝日新聞社、1977年）
  - （朝日文庫版、1995年）ISBN 9784022610850
- 『中平卓馬の写真論』（リキエスタの会、2001年）ISBN 9784887521360
- 『見続ける涯に火が・・・ 批評集成1965-1977』（オシリス、2007年）ISBN 9784990123949

## 評価
作家の辺見庸は、2002年に出版した「永遠の不服従のために」で、「私の長く敬愛する写真家」と述べ、中平の『来たるべき言葉のために』について「その比類ない映像はほぼ三十年近くも私の胸の中に着床したままだ」と書き、自作品への影響を認めた。また辺見は、中平が論じた「眼の怠惰に対する戒め」と、世界に対する己のまなざしを自省し続ける中平の態度を、次のような言葉で評価している。

## 参考

### 書籍
- 『なぜ未だ「プロヴォーク」か—森山大道、中平卓馬、荒木経惟の登場』（西井一夫、青弓社、1996年）ISBN 9784787270627
- 『きわめてよいふうけい—SHORT HOPE』（ホンマタカシ、リトルモア、2004年）ISBN 9784898151235
- 『きわめてよいふうけい 2010年の中平卓馬』（ホンマタカシ、雑誌en-taxi No.30 - ）
- 『中平卓馬論―来たるべき写真の極限を求めて』（江澤健一郎、水声社、2021年）ISBN 9784801005402

### 映画
- 『きわめてよいふうけい』（ホンマタカシ監督、2004年）
- 『カメラになった男 写真家 中平卓馬』（小原真史監督、2006年）

## 注
1. ↑  飯沢耕太郎『ジャパニーズ・フォトグラファーズ』白水社、2005年、208-209ページ
2. ↑  写真家の中平卓馬さん死去　先鋭的な作品・映像評論 朝日新聞 2015年9月4日閲覧[リンク切れ]
3. ↑  “中平卓馬 :: 東文研アーカイブデータベース”. www.tobunken.go.jp. 2025年4月27日閲覧。
4. ↑  “中平卓馬氏が死去 写真家”. 日本経済新聞 (2015年9月4日). 2015年12月31日時点のオリジナルよりアーカイブ。2025年4月27日閲覧。
5. ↑  辺見庸 著、山本敦 編『永遠の不服従のために』（初版）毎日新聞社、東京都、2002年10月10日（原著2001-2002）、267頁。ISBN 4620315893。

## 外部サイト
- 写真家・照井康文による紹介